# Pellón sampedrano
El Pellón sampedrano es uno de los ornamentos más importantes del caballo peruano de paso.
Su uso es reservado exclusivamente a los caballos, yeguas, capones y en algunos casos burros de freno y espuela, no pudiendo ser lucido por animales al bozal. El Pellón consiste en una manta gruesa adornada con infinidad de pequeñas borlas realizadas generalmente con lana de oveja o alpaca de color negro, adosadas a un armazón de cuero o tela, y se utiliza sobre la silla de la montura peruana. 

## Historia
El Pellón Sampedrano, tradicionalmente elaborado en San Pedro de Lloc, es un artículo del que se tiene referencia hace siglos en el Perú, ya que se utilizaba como cama improvisada en los tambos de la época. Además contaba con bolsillos secretos a cada lado, permirtiendo al chalán, alcanzar las monedas, cartas o botellas sin necesidad de desmontar el caballo. No se puede dejar de mencionar a dos familias originarias de San Pedro: Javier y Rodríguez, las que a través de su arte, difundieron y enseñaron la técnica de esta bella artesanía.

## Características
El pellón está compuesto de dos trapecios de 50 cm por 70 cm, unidos por el centro, los que se disponen a los costados de la silla de montar. Tiene un peso aproximado de 20 kilos.

## Fabricación
Es un proceso de dos meses, que empieza con el tejido del alma del pellón, el que se realiza en un telar de bastidores, con gruesos hilos de algodón. Luego se lava y se tiñe la lana, para después hilarla en la infinidad de borlas que conforman el pellón.
- Datos: Q6071030